# Клечковские
Клечковские (пол. Kleczkowski) — польский дворянский род герба Тржаска (пол. Trzaska); указаны и в гербе Холева (пол. Cholewa).
Около 1600 года три брата Клечковских переселились в Литву. Роман Иванович Клечковский московский дворянин (1636-1673). Этот род внесён в VI и I части родословной книги Виленской, Гродненской и Минской губерний.
Войцех Клечковский после покорения Смоленска принял православие, с именем Аввакум. Из его потомков Никита Клечковский был генерал-поручиком смоленской шляхты (около 1750). Эта ветвь рода Клечковских была внесена в I часть родословной книги Смоленской губернии.